# Euaresta jonesi
Euaresta jonesi är en tvåvingeart som beskrevs av Charles Howard Curran 1932. Euaresta jonesi ingår i släktet Euaresta och familjen borrflugor. Inga underarter finns listade i Catalogue of Life.